# Code sharing
Code sharing (code-delen) is een steeds meer voorkomend gebruik in de luchtvaart waarbij twee of meer luchtvaartmaatschappijen stoelen aanbieden onder een eigen vluchtnummer op een lijnvlucht die gevlogen wordt door een van de maatschappijen. Zodoende krijgt een vlucht meer dan één IATA-code, de twee letters die de betrokken luchtvaartmaatschappij aangeven.
Dit gebruik heeft veel voordelen, zowel voor de luchtvaartmaatschappij als de passagier:
- Het is voor de luchtvaartmaatschappijen mogelijk om verbindende vluchten te verkopen naar bestemmingen waarop ze zelf niet vliegen (meer omzet).
- Passagiers kunnen hun bestemming bereiken met, voor hen, dezelfde luchtvaartmaatschappij (gemakkelijker).
- Het aantal aangeboden routes neemt dermate toe dat het vertrouwen in de naam van de luchtvaartmaatschappij sterk toeneemt.
- Voor de luchtvaartmaatschappij die de route vliegt is er een hogere bezetting van de stoelen door toelevering van passagiers door andere maatschappijen (meer winst).
- Meestal concurreren de luchtvaartmaatschappijen die passagiers aanleveren niet op de betreffende route (minder concurrentie).

Code sharing vindt vaak toepassing in commercieel geassocieerde maatschappijen, ook wel allianties genoemd, zoals Star Alliance, Oneworld Alliance en Skyteam.
In Globale Distributie Systemen, zoals Amadeus GDS, Galileo GDS, Worldspan of Sabre resulteert code sharing tot dezelfde vlucht met verschillende vluchtnummers, deze vlucht wordt uitgebreid onder verschillende vluchtnummers op de eerste pagina getoond, met als gevolg dat de andere luchtvaartmaatschappijen op de 2e pagina belanden waardoor ze waarschijnlijk niet bekeken worden door passagiers die een vlucht zoeken.
Code sharing werd in het midden van de jaren tachtig geïntroduceerd in de Verenigde Staten voor binnenlandse vluchten, toen na de deregulering van de nationale luchtvaartindustrie in 1978 de grote maatschappijen kleinere, regionale luchtvaartmaatschappijen gingen gebruiken voor verbindingen van hun hubs naar kleine steden. In Amerika worden deze toevoerluchtvaartmaatschappijen "commuter airlines" (forenzenluchtvaartmaatschappijen) genoemd. Alle grote luchtvaartmaatschappijen in Amerika bieden vluchten onder hun eigen naam aan naar kleinere vliegvelden waar ze niet zelf naartoe vliegen. Voorbeelden zijn United Express, American Eagle, Delta Connection en Northwest Airlink. Deze vluchten worden uitgevoerd door regionale luchtvaartmaatschappijen onder een codeshare-overeenkomst. Omdat deze regionale maatschappijen vliegtuigen gebruiken die geschilderd zijn in de kleuren van de grote maatschappij, realiseren de passagiers zich meestal niet dat ze met een andere maatschappij reizen.
Er zijn code-sharingovereenkomsten tussen luchtvaartmaatschappijen en treinmaatschappijen.
Inhoudelijk is dit een integratie van vliegtickets en treintickets zoals Rail&Fly, zoals voor het vinden van de snelste verbinding, het kunnen wisselen van de tickets, of een stap verder: het vliegticket is ook geldig op de trein etc.
Er zijn speculaties over misbruik van het Rail&Fly-systeem, Rail&Fly-tickets voor een vlucht vanaf Amsterdam kunnen in het buitenland tot 25% goedkoper aangeboden worden, deze kunnen niet door Nederlandse ingezetenen gebruikt worden. Bij het niet kunnen tonen van een gebruikt (meegeleverd) railticket vanaf een buitenlands treinstation kan men niet instappen.
Kritiek op code sharing is naar voren gebracht door consumentenorganisaties met als klacht dat er niet voldoende transparantie is en verwarrend werkt voor passagiers. Tot nu toe zonder enig succes.
Op lijsten met vertrek- en aankomsttijden, bijvoorbeeld op Teletekst, ziet men vaak dat twee of meer vluchten met dezelfde bestemming op hetzelfde moment vertrekken en even veel vertraging hebben. Dit is dan hoogstwaarschijnlijk een en hetzelfde vliegtuig.

## Voorbeelden
- De Qantas-vlucht QF32 vliegt van Londen (Heathrow) naar Sydney met een stop in Singapore. British Airways biedt dezelfde vlucht aan onder vluchtnummer BA7372.
- De Lufthansa-vlucht LH406 vliegt van Frankfurt naar New York, en wordt door Lufthansa uitgevoerd. United Airlines biedt dezelfde vlucht aan onder vluchtnummer UA8847.
- De Air France-vlucht AF1419 vliegt van Frankfurt naar Parijs, en wordt door Air France uitgevoerd. Delta Air Lines biedt dezelfde vlucht aan onder vluchtnummer DL8357. AeroMexico biedt ook dezelfde vlucht aan onder vluchtnummer AM8019.
- De Delta Air Lines vlucht DL17 gaat van Parijs naar New York en wordt door Delta Air Lines uitgevoerd. Air France biedt dezelfde vlucht aan onder vluchtnummer AF8990. AeroMexico biedt deze vlucht ook aan onder vluchtnummer AM5979.

In de laatste twee voorbeelden vindt een drievoudige code sharing plaats. Air France voert de vlucht Frankfurt-Parijs uit. Delta Air Lines neemt de vlucht Parijs-New York over. Om de vlucht Frankfurt-New York aan te kunnen bieden hebben beide maatschappijen afgesproken om Code sharing te gebruiken, ofwel benutting van elkaars passagiersplaatsen op deelroutes.
AeroMexico voert in dit voorbeeld geen van de vluchten zelf uit, wel verkoopt ze via code sharing de passagiersplaatsen.

## Binnen een maatschappij
Zelfs binnen eenzelfde maatschappij kan een vorm van code sharing voorkomen. Bijvoorbeeld, er zijn vluchten van Santiago naar Brussel, Stockholm en Frankfurt, alle met dezelfde vertrektijd en een tussenlanding in Barcelona. In werkelijkheid wordt het traject Santiago-Barcelona door een enkel vliegtuig uitgevoerd, met drie verschillende vluchtnummers. De tussenlanding in Barcelona is in werkelijkheid een overstap.